# Gazella spekei
La gacela de Speke (Gazella spekei) es una especie de mamífero artiodáctilo de la familia Bovidae. No se reconocen subespecies. Es de pequeño tamaño. En libertad sólo sobrevive en varias zonas del Cuerno de África.
Debe su nombre al descubridor para occidente del nacimiento del río Nilo y del lago Victoria, John Hanning Speke.